# غيلبرتو كاريو
غيلبرتو كاريو (16 أغسطس 1951 – 1996) هو ملاكم كوبي راحل، مثّل بلاده في الألعاب الأولمبية الصيفية 1972 وحقق الميدالية الفضية في فئة الوزن الثقيل الخفيف.

## روابط خارجية
غيلبرتو كاريو على موقع أوليمبيديا (الإنجليزية)